# 时空压缩
时空压缩（英語：time–space compression）是指资本扩张导致的时空性质和时空关系的改变。它源于卡尔·马克思所说的“时间消灭空间”，这一说法最初出现于《政治经济学批判大纲》，后来由马克思主义地理学家大卫·哈维在《后现代的状况》一书中得到阐述。Elmar Altvater于1987年在《PROKLA》发表的一篇论文中也提出了类似的想法，后来译为英文并于 1990 年发表于《Capitalism, Nature, Socialism》期刊上。
时空压缩是由全球资本扩张推动的技术创新的结果。通信技术（电报、电话、傳真、互联网）和旅行技术（铁路、汽车、火车、飞机）等技术创新压缩或消除了时空距离，其内在动机在于资本需要克服空间障碍、开辟新市场、加快生产周期，以及缩短资本周转时间。
保羅·維希留认为，时空压缩是资本主义生活的一个重要层面，他说：“我们正在进入一个称为速度空间（speed-space）的空间……这一新的另一种时间是电子传输、高科技机器的时间，因此，人出现在这种时间中的方式，不是通过其肉身存在，而是通过程序编制”（见Decron 71）。在《速度与政治》中，维希留创造了“速度学”（dromology）一词来描述“速度空间”的研究。 维希留将速度描述为财富和权力的隐藏因素，其中历史时代和政治事件实际上是速度比。他认为，加速会透过改变对现实的感知而毁灭空间并压缩时间。
理论家们一般认为，时空压缩主要发生在两个历史时期；从19世纪中叶到第一次世界大战开始，以及20世纪末。根据Jon May和Nigel Thrift的说法，这两个时期内，“时间和空间的性质和经验都发生了根本性的重组......两个时期的生活节奏都显著加快，同时伴随着传统空间坐标的瓦解或崩溃”。

## 批评
朵琳·瑪西在讨论全球化及其对我们社会的影响时批评了时空压缩的概念。她坚持认为，世界正在“加速”和“传播”的任何想法，都应该放在地方的社会背景下。她认为，“时空压缩”“需要在社会上加以区分”：“人们被置于‘时空压缩’中的形式是复杂而极其多样的”。实际上，玛西对“时空压缩”的概念持批评态度，因为它代表资本试图抹去地方感，并掩盖了动态的社会方式，其中地方仍是“聚会的场所”。
Moishe Postone则认为， 哈维对时空压缩和后现代多样性的理解，仅仅是出于对资本主义的反对。因此，哈维的分析仍然外在于资本、价值和商品等深层结构概念所表达出的社会形式。对Postone而言，后现代时刻未必只是当下资本主义造成的单纯的负面影响，如果它恰好是后资本主义的一部分，也可以认为它具有解放的一面。而且由于后现代主义通常忽视其自身的嵌入性背景，它会将资本主义合法化成后现代，但在深层结构上，它可能反而更加集中，大量资本积累而不是分散，并且商品化利基的扩张，而买家却更少了。
Postone称，人们不能脱离资本主义，然后宣布它是一种纯粹的恶或单一维度的坏，因为平等分配或多样性等各种解放的潜在可能性，就存在于资本主义自身丰富多样的生产力之中。然而，当现代性和随后的后现代主义等各种社会形式将自己视为与资本主义相对立的生活的真正整体时，这种最初的观点就不奏效了，而实际上，它们建立的基础，正是创造它们自身的同样的资本主义关系的再生产。

## 延伸阅读
- Giddens, Anthony. https://archive.org/details/contemporarycrit0001gidd |chapterurl=缺少标题 (帮助). . London: Macmillan. 1981: 90–108  [23 May 2011]. ISBN 978-0-520-04535-4. JSTOR registration.
- Jeff Lewis (2008), Cultural Studies （页面存档备份，存于）,  Sage, London. ISBN 9781412922302ISBN 9781412922302.
- [Sophie Raine] (2022), What is Time-Space Compression? （页面存档备份，存于）